# Storblötan
Storblötan är en sjö i Kalix kommun i Norrbotten och ingår i Kalixälven-Töreälvens kustområde. Sjön har en area på 0,0551 kvadratkilometer och ligger 1 meter över havet.

## Delavrinningsområde
Storblötan ingår i det delavrinningsområde (731336-183496) som SMHI kallar för Rinner mot Norrbottens skärgårds kustvatten. Medelhöjden är 10 meter över havet och ytan är 17,97 kvadratkilometer. Det finns inga avrinningsområden uppströms utan avrinningsområdet är högsta punkten. Avrinningsområdets utflöde mynnar i havet, utan att ha någon enskild mynningsplats. Avrinningsområdet består mestadels av skog (95 procent). Avrinningsområdet har 0,05 kvadratkilometer vattenytor vilket ger det en sjöprocent på 0,3 procent.